# الفرشاية
'الفرشاية' قرية صغيرة تقع داخل ولاية جنوب كردفان شمال مدينة الدلنج وغرب السنجكاية في السودان وتسكنها قبائل متعدده

مثل البديرية الكنانة والبرقو والحوازمه و البرقد و النوبة و الهوسا وغيرهم. ومن أهم معالمها خور فلاتة عند المدخل الجنوبي وعليه توجد (المدريحة) وهي عبارة مجموعة عن مرجحانيات تستخدم في الأعياد للترفيه والمرح وبجوار الخور حلة فلاتة وتحتوي علي قبيلتي
الفلاتة والهوسا وهي تغطي معظم القطاع الشرقي (الجنوبي الشرقي) للقرية. ومنها متجها للغرب يوجد الشارع الكبير الذي
يفصل بينها والسوق الكبير ويحتوي السوق علي مجموعة دكاكين أشهرها دكان عبالرحيم ود أب سم ودكان نور الحبيبودكان سنوسي ناصر وغيرهم. ويحتوي السوق أيضا علي المسجد الكبير الذي يقع بالجزء الشرقي للسوق والجزارة الكبيرة.
ومن أشهر الجزارين العاملين بها علي أحمد الطيب الشهير بعلي تكلوم. وغرب السوق السوق الكبير مباشرةً توجد حلة أبوكلتومة. ومن أشهر زعمائها محمد علي أبو كلتومة الشهير بأبوكلتومة وأيضاً عباس مصطفي وغيرهم، وفي الجانب الجنوبي الغربي للقرية.
توجد قبائل البقارة وفي الجنوب دونكي الفرشاية (مصدر للمياه وتعتبر المضخات المصدر الرئيسي للمياه وبعدها الكوارو) ومدرسة الفرشاية الثانوية بنين وفي الشمال الشرقي توجد حلة ام حامد وحلة كنانة. وتعتبر قرية الفرشاية مركز لقرى كثيره من حولها و سوقها يعتبر سوق رئيسى بالنسبة لهذه القرى و يقصد اهالى تلك القرى الصغيره الفرشاية لأغراض عده من بينها التسوق و التعليم و الاستشفاء و الحرف السائده لأهاليها كثيره منها الزراعة و الرعى والتجارة بأنواعها